# 滑棘透明鱨
滑棘透明鱨，為輻鰭魚綱鯰形目鱨科的其中一種，為熱帶淡水魚類，分布於亞洲印尼婆羅洲卡普阿斯河與巴里多流域，體長可達3.7公分，棲息在底層水域，生活習性不明。

## 扩展阅读
維基物種上的相關：滑棘透明鱨